# Lycaon
A Lycaon az emlősök (Mammalia) osztályának ragadozók (Carnivora) rendjébe, ezen belül a kutyafélék (Canidae) családjába tartozó nem.

## Tudnivalók
A kutyaféléknek ez a neme a Canis nemtől körülbelül a pliocén és pleisztocén korok határán vált le. Egyes kutatók szerint a Lycaon-ok és a Cuon-ok közös őse a Xenocyon, amely meglehet, hogy igazi Canis volt. A Lycaon-fajok kizárólag húsevő és hosszútávú szaladásra alkalmazkodó kutyafélék, melyek karcsú testűek és négyujjúak lettek.

## Rendszerezés
A nembe az alábbi 1 élő faj és 1 fosszilis faj tartozik:
- afrikai vadkutya (Lycaon pictus) (Temminck, 1820) - típusfaj
- †Lycaon sekowei Hartstone-Rose et al., 2010 - pliocén-pleisztocén; Dél-Afrika

## Fordítás
- Ez a szócikk részben vagy egészben  a   Lycaon (genus) című angol Wikipédia-szócikk ezen változatának fordításán alapul.  Az eredeti cikk szerkesztőit annak laptörténete sorolja fel. Ez a jelzés csupán a megfogalmazás eredetét és a szerzői jogokat jelzi, nem szolgál a cikkben szereplő információk forrásmegjelöléseként.